# スキップ・トレース
『スキップ・トレース』（原題: Skiptrace、絶地逃亡）は、2016年のアメリカ・中国・香港合作映画。

## ストーリー
香港のベテラン刑事ベニー・チャンは、相棒ユンを殺した疑いで9年間も香港の犯罪王ヴィクター・ウォンを追っていた。しかし捜査を行っている際、過度の追跡で付近の住宅に甚大な被害を与え停職処分に。一方、ベニーがユンから託され育ててきた娘サマンサがヴィクターの犯罪に巻き込まれてしまう。サマンサを救うべく、ベニーは事件の鍵を握るアメリカ人詐欺師コナー・ワッツを追って単身ロシアへ行く。ロシアン・マフィアに拘束されていたコナーを無事救出し、連れ戻そうとするが、なぜか二人とも追われる身になってしまう。

## キャスト
| 役名               | 俳優                         | 日本語吹替   |
| ------------------ | ---------------------------- | ------------ |
| ベニー・チャン     | ジャッキー・チェン           | 石丸博也     |
| コナー・ワッツ     | ジョニー・ノックスビル       | 堀内賢雄     |
| サマンサ           | ファン・ビンビン             | 恒松あゆみ   |
| ヤン               | エリック・ツァン             | 塩屋浩三     |
| レスリー           | シー・シー                   | 沢城みゆき   |
| エズモンド         | ディラン・クォ               | 豊永利行     |
| ハンサム・ウィリー | ヨン・ジョンフン             | 川島得愛     |
| ティンティン       | ジャン・ランシン             | 清水はる香   |
| ナタリア           | サラ・マリア・フォースバーグ | 堀川千華     |
| ディーマ           | ミハイル・ゴアヴォイ         | ふくまつ進紗 |
| セルゲイ           | チャーリー・ローズ           | 木村雅史     |
| ダーシャ           | イヴ・トーレス               | 本田貴子     |
| タン警部           | マイケル・ウォン             | 加藤亮夫     |
| バスの乗客         | リチャード・ン               | ふくまつ進紗 |
| ヴィクター・ウォン | ウィンストン・チャオ         | 大塚芳忠     |
| ウー               | ウェイ・ナ                   | 蓮岳大       |
| ウラジミール       | ジェイ・ディ                 | 野川雅史     |

## スタッフ
- 監督：レニー・ハーリン
- 製作：ジャッキー・チェン、チャールズ・コーカー、ダミアン・サッカーニ、ウー・ホンリャン、エスモンド・レン、デビッド・ガーソン
- 製作総指揮：フランク・ボットマン、クリス・レイトン、サイモン・デイクス、マーク・シッパー、ミン・リー
- 脚本：ジェイ・ロンジーノ、ベンデビッド・グラビンスキー
- 撮影：チャン・チーイン
- 音楽：チャン・クォンウィン
- 音楽監修：デイブ・ジョーダン、ジョジョ・ビリャヌエバ
- 編集：デレク・フイ

日本語版スタッフ
- 演出：安江誠
- 翻訳：平田勝茂
- 録音・調整：黒崎裕樹、群司哲也、吉岡拓真、宮崎愛菜
- 制作：KADOKAWA、グロービジョン